# Hallvar Thoresen
Hallvar Thoresen född 12 april 1957 i Larvik i Norge, är en norsk före detta professionell fotbollsspelare som mellan 1979 och 1989 spelade 50 landskamper för norska landslaget och på dessa gjorde 9 mål. Under spelarkarriären var han aktiv i holländska ligan där han spelade 135 ligamatcher för FC Twente mellan 1979 och 1981 och 196 ligamatcher för PSV Eindhoven mellan 1981 och 1988.